# Karl Zieler
Karl Wilhelm Felix Zieler (* 4. Januar 1874 in Züllchow; † 28. März 1945 in Seifriedsburg) war ein deutscher Mediziner. Er wirkte als Dermatologe und war Professor für Dermatologie und Venerologie in Würzburg.

## Leben
Karl Zieler, geboren in Pommern, studierte an der Philipps-Universität Marburg, der Friedrich-Wilhelms-Universität zu Berlin und der Universität Halle Medizin, wurde nach dem Staatsexamen 1897 in Halle mit seiner Dissertation Ueber Nachkrankheiten der Leuchtgasvergiftung promoviert und wirkte anschließend 1898 bias 1900 als Assistent am Anatomischen Institut in Halle bei Wilhelm Roux, zwei Jahre am Pathologischen Institut in Göttingen bei Johannes Orth sowie von 1902 bis 1904 bei Albert Neisser an der Klinik für Haut- und Geschlechtskrankheiten in Breslau, wo er seine Facharztausbildung machte. Währenddessen unternahm er, unterstützt von zwei Stipendien, eine Studienreise, die ihn nach Paris, London, Wien und Prag führte. Nachdem er sich zwischenzeitlich 1904 an der Rheinischen Friedrich-Wilhelms-Universität Bonn für Haut- und Geschlechtskrankheiten bei Joseph Doutrelepont mit der Schrift Über die unter dem Namen ‚Pagets Disease of the nipple‘ bekannte Hautkrankheit und ihre Beziehung zum Carcinom habilitiert hatte, wurde er 1906 Privatdozent, und, von Albert Neisser, der 1906 einen Forschungsaufenthalt in Batavia (Java) plante, nach Breslau zurückgerufen, Oberarzt und 1906/1907 stellvertretender Direktor der Breslauer Klinik für Hautkrankheiten.
Am 1. April 1909 wurde Zieler, am 11. Februar berufen vom Senat des Bayerischen Innenministeriums auf Einsatz der Medizinischen Fakultät unter dem Dekanat Philipp Stöhrs, in der Nachfolge von Otto Seifert an der Julius-Maximilians-Universität Würzburg außerordentlicher Professor und Vorstand der Universitätsklinik für Haut- und Geschlechtskrankheiten. Eine dermatovenerologische Poliklinik errichtete er einige hundert Meter entfernt von den Universitätsgebäuden in einem Privathaus am Paradeplatz 2. Die von ihm geleitete Universitätsklinik für Haut- und Geschlechtskrankheiten, in deren Räumlichkeiten vor ihm bereits Franz von Rinecker gewirkt hatte, befand sich bis 1921 auf dem Gelände des Juliusspitals.
Während des Ersten Weltkrieges leitete er als preußischer Reserveoffizier in der Zeit von 1916 bis 1918 in Brüssel ein vorwiegend als Speziallazarett für Geschlechtskranke genutztes Kriegslazarett. 1922 wurde er in Würzburg Ordinarius, arbeitete am neuerrichteten Luitpoldkrankenhaus, in das im Herbst 1922 die Universitätsklinik für Haut- und Geschlechtskrankheiten vom Juliusspital umzog, und wurde 1939 emeritiert. Seine Nachfolge übernahm 1940 der Dermatologe Karl Hoede (1897–1974). Zu seinen Assistenten in Würzburg, von denen nur wenig mehr als einige Monate bei ihm blieben, gehörten unter anderem Franz Gahlen, mit dem er sich überwarf, Alfred Perutz, der Würzburg nach seiner Promotion wieder verließ, Walther Schönfeld (1911/12 bis 1912 und 1913, 1916/1917 als stellvertretender Oberarzt, und 1919 bis 1921), Hans Jacob Markert, Kurt Kall, der 1912 seinen Vertrag vorzeitig kündigte, und Georg Birnbaum sowie Arthur Schmitt (* 1879), der Dermatologe in Nürnberg wurde.
Karl Zieler war von 1919 bis 1933 Mitglied der DNVP, wurde 1936 Mitglied der NSDAP und wirkte in der Folge in seinem beruflichen Einflussbereich aktiv als Nationalsozialist. Er leitete von 1933 bis 1945 als Vorsitzender die Deutsche Dermatologische Gesellschaft.
Er war Autor mehrerer dermatologischer Lehrbücher. Seine Forschungsschwerpunkte lagen im Bereich der Hauttuberkulose und der Syphilis. Bevor Paul Ehrlich 1909 die Arsenverbindung Salvarsan als erstes Antibiotikum entdeckte, benutzte Zieler zur Syphilisbehandlung eine Calomel und Oleum cinereum enthaltende Mischung, die mit der „Zieler-Spritze“ appliziert wurde. Ab 1910 führte Zieler Therapien mit dem neuen und teuren Präparat Salvarsan durch.
Nach seiner Emeritierung wurde er Beratender Militärarzt der Wehrmacht. Im Jahr 1940 wurde er als Mitglied in die Deutsche Akademie der Naturforscher Leopoldina aufgenommen.
Anlässlich seines 70. Geburtstages wurde ihm 1944 die Goethe-Medaille für Kunst und Wissenschaft verliehen. Ein ihn ehrendes, von Fried Heuler 1943 geschaffenes, Marmorporträt in der Würzburger Universitäts-Hautklinik wurde Ende des 20. Jahrhunderts in das Magazin der Klinik verbracht.
Karl Zieler beging am 27. März 1945 in der Nähe von Gemünden am Main in Seifriedsburg gemeinsam mit seiner Lebensgefährtin Suizid durch Vergiften. Sein Nachlass gelangte in die Universitätsbibliothek Würzburg und das Würzburger Institut für Geschichte der Medizin. Die Universitäts-Hautklinik in Würzburg erhielt die umfangreiche Wachsmoulagensammlung, die als Basis für Zielers mit Fototafeln ausgestattetes Lehrbuch diente.

## Schriften (Auswahl)
- Die Klinik und Poliklinik für Haut- und Geschlechtskrankheiten. In: Hundert Jahre bayerisch. Stürtz, Würzburg 1914, S. 150–152.
- Lehrbuch und Atlas der Haut- und Geschlechtskrankheiten. Urban & Schwarzenberg, Berlin/Wien 1924 (Digitalisat).
- als Hrsg. mit Leopold Arzt: Die Haut und Geschlechtskrankheiten. Eine zusammenfassende Darstellung für die Praxis in 5 Bänden. Urban & Schwarzenber, Berlin/Wien 1934.